# 莫斯波因特 (密西西比州)
莫斯波因特（英語：Moss Point）是位於美國密西西比州傑克遜縣的城市。

## 人口
根據2020年美國人口普查的數據，莫斯波因特的面積為68.80平方千米，當中陸地面積為62.45平方千米，而水域面積為6.35平方千米。當地共有人口12147人，而人口密度為每平方千米177人。